# Saksfjed-Hyllekrog
Saksfjed-Hyllekrog er et naturreservat på 217,4 hektar på det sydlige Lolland, forvaltet af Fugleværnsfonden. Området blev erhvervet i 1995 gennem Karen Krieger Fonden, der overlod administrationen af området til Fugleværnsfonden. Hele reservatet er en del af en større landskabsfredning, hvor et cirka 1150 ha stort område af Saksfjed Inddæmning samt Drummeholm og Hyllekrog Odde, der ligger øst for inddæmningen blev fredet i 1989. Hyllekrog er et vildtreservat, og jagt er forbudt i hele bugten nord for Hyllekrog Odde. Derudover er Saksfjed-Hyllekrog også en del af  Natura 2000 område nr. 173 Smålandsfarvandet nord for Lolland, Guldborgsund, Bøtø Nor og Hyllekrog-Rødsand og et Ramsarområde, hvilket vil sige et vådområde af international betydning som levested for vandfugle. 
Reservatet huser en varieret natur med skov, krat, strandenge, gamle digegrave, loer, småholme, strandfælled, klit og kyst. Selve Hyllekrog Odde er på 90 hektar, mens Saksfjed-området er på 127 hektar. Noget af Saksfjed-området ejes af Hempel Fonden, og i 2025 blev 30 taurus-okser sat ud i området for at drive naturpleje.
Der findes kun to bygninger på Hyllekrogs odde. Hyllekrog Fyr er ejet af Naturstyrelsen, der har indrettet en udstilling i fyret, hvor der er fri adgang udenfor yngletiden. Ninas hus er en tidligere jagthytte, som er ejet af Karen Krieger Fonden. Fugleværnsfondens frivillige arbejdsgruppen her har sat det i stand og passer det. Det bruges i forbindelse med fugleture og naturarrangementer.  
Saksfjed-Hyllekrog er et af Danmarks vigtigste efterårstræksteder for rovfugle. Hvert efterår i august-oktober passerer tusindevis af rovfugle på vej mod syd. Fugleværnsfonden afholder mange guidede rovfugleture i efteråret, som er gratis og for alle. I reservatet kan man også opleve ynglende havørnepar, de vilde heste, der græsser sammen med økologiske kvæg og en stor bestand af dåvildt. Lokaliteten rummer desuden en divers flora og fauna.